# Карканијер
Карканијер (фр. Carcanières) насеље је и општина у јужној Француској у региону Миди Пирене, у департману Арјеж која припада префектури Фоа.
По подацима из 2011. године у општини је живело 81 становника, а густина насељености је износила 12,46 становника/km². Општина се простире на површини од 6,5 km². Налази се на средњој надморској висини од 1176 метара (максималној 1.391 m, а минималној 895 m).

## Демографија
| 1962. | 1968. | 1975. | 1982. | 1990. | 1999. | 2011. |
| ----- | ----- | ----- | ----- | ----- | ----- | ----- |
| 46    | 60    | 45    | 41    | 48    | 46    | 81    |

График промене броја становника у току последњих година